# Чапінерія
Чапінерія (ісп. Chapinería) — муніципалітет в Іспанії, у складі автономної спільноти Мадрид. Населення — 2134 особи (2010).
Муніципалітет розташований на відстані близько 43 км на захід від Мадрида.
На території муніципалітету розташовані такі населені пункти: (дані про населення за 2010 рік)
- Чапінерія: 2056 осіб
- Валькігосо: 78 осіб

## Демографія
Динаміка населення (INE ):

## Галерея зображень

Розташування муніципалітету у автономній спільноті Мадрид
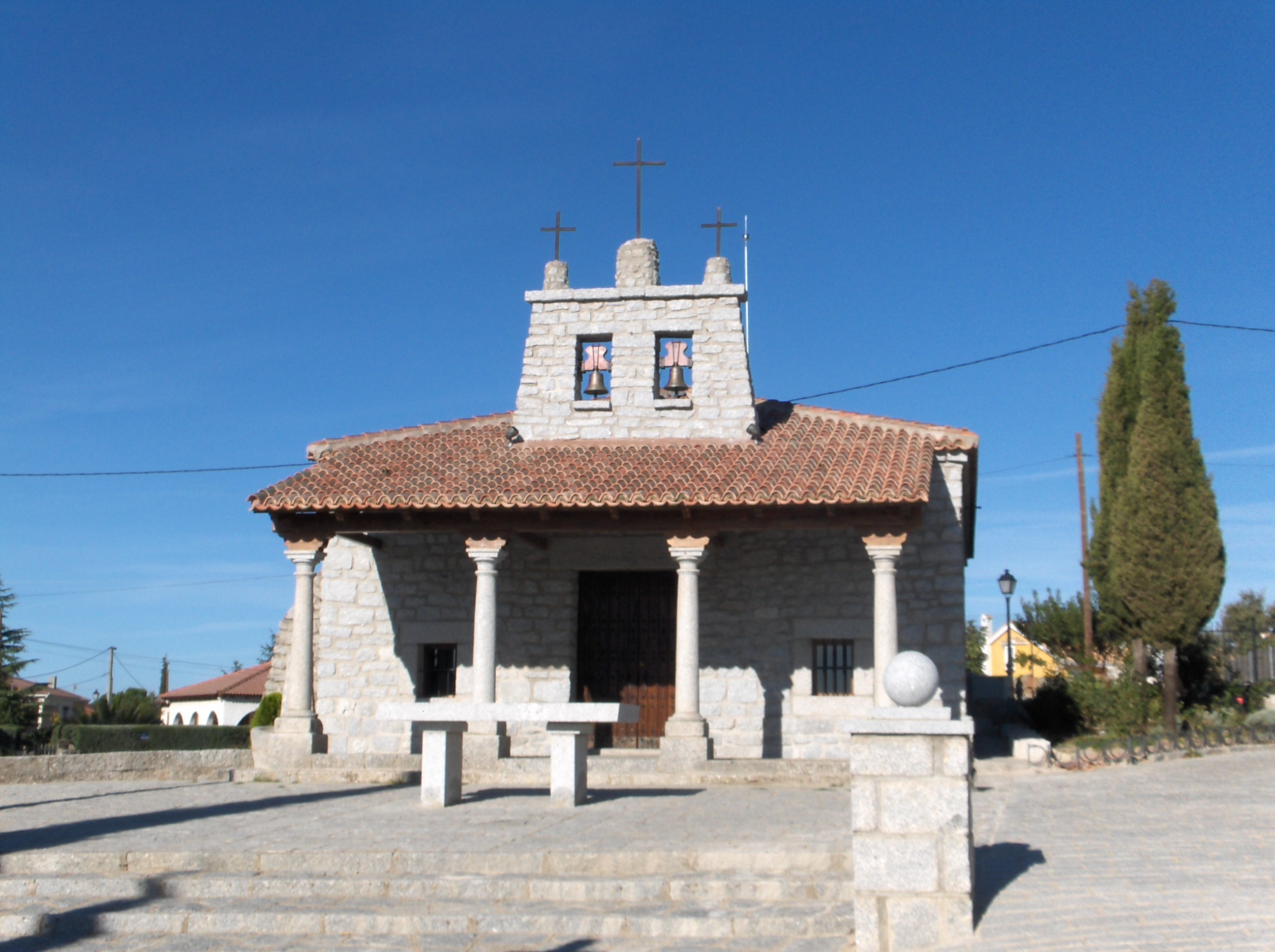
Каплиця Санто-Анхель-де-ла-Гуарда
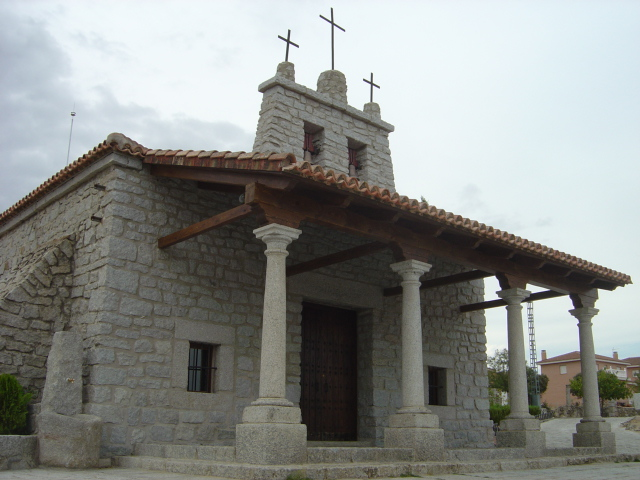
Каплиця Санто-Анхель-де-ла-Гуарда